# بوب أندرسون (مخرج رسوم متحركة)
بوب أندرسون (بالإنجليزية: Bob Anderson)‏ هو رسام رسوم متحركة ومخرج رسوم متحركة أمريكي، ولد في 1965 في تينيك (نيوجيرسي) في الولايات المتحدة.

## وصلات خارجية
- بوب أندرسون على موقع IMDb (الإنجليزية)
- بوب أندرسون على موقع قاعدة بيانات الفيلم (الإنجليزية)